# Frankrijk op de Olympische Zomerspelen 1928
Frankrijk nam deel aan de Olympische Zomerspelen 1928 in Amsterdam, Nederland. Zes gouden medailles werden behaald, iets minder dan de helft van het aantal dat ze vier jaar eerder in eigen land wonnen.

## Medailleoverzicht
| Sport         | Olympiër | Discipline                 | Medaille |
| ------------- | --- | -------------------------- | -------- |
| Atletiek      | Ahmed Boughéra El Ouafi | marathon (m)               | Goud     |
| Gewichtheffen | Roger François | -75kg (m)                  | Goud     |
| Schermen      | Lucien Gaudin | degen (m)                  | Goud     |
| Schermen      | Lucien Gaudin | floret (m)                 | Goud     |
| Wielersport   | Roger Beaufrand | sprint (m)                 | Goud     |
| Zeilen        | Donatien Bouché Carl de la Sablière André Derrien Virginie Hériot André Lesauvage Jean Lesieur                                              | 8m klasse                  | Goud     |
| Atletiek      | Jules Ladoumegue | 1500m (m)                  | Zilver   |
| Boksen        | Armand Apell | -50,8kg (m)                | Zilver   |
| Gewichtheffen | Louis Hostin | -82,5kg (m)                | Zilver   |
| Paardensport  | Charles Marion | dressuur individueel       | Zilver   |
| Paardensport  | Pierre Bertran de Balanda | springconcours individueel | Zilver   |
| Roeien        | Armand Marcelle Edouard Marcelle Henri Préaux                                                                                               | twee-met (m)               | Zilver   |
| Schermen      | Georges Buchard | degen (m)                  | Zilver   |
| Schermen      | Gaston Amson René Barbier Georges Buchard Émile Cornic Bernard Schmetz                                                                      | degen team (m)             | Zilver   |
| Schermen      | Philippe Cattiau Roger Ducret André Gaboriaud Lucien Gaudin Raymond Flacher André Labatut                                                   | floret team (m)            | Zilver   |
| Worstelen     | Charles Pacôme | -66kg vrije stijl (m)      | Zilver   |
| Atletiek      | Claude Ménard | hoogspringen (m)           | Brons    |
| Gewichtheffen | Fernand Arnout | -67,5kg (m)                | Brons    |
| Waterpolo     | Émile Bulteel Henri Cuvelier Paul Dujardin Jules Keignaert Henri Padou Ernest Rogez Albert Thévenon Achille Tribouillet Albert Vandeplancke | mannen                     | Brons    |
| Worstelen     | Henri Lefèbre | -87kg vrije stijl (m)      | Brons    |
| Worstelen     | Edmond Dame | +87kg vrije stijl (m)      | Brons    |

## Deelnemers en resultaten

### Atletiek
| Olympiër                                                            | Discipline               | Resultaat    | Prestatie                                                                    |
| ------------------------------------------------------------------- | ------------------------ | ------------ | ---------------------------------------------------------------------------- |
| Gilbert Auvergne                                                    | 100m (m)                 | kwartfinale  | serie 14: 2de in 11,1 kwartfinale 3: 3de                                     |
| André Cerbonney                                                     | 100m (m)                 | kwartfinale  | serie 13: 2de kwartfinale 2: 6de                                             |
| André Dufau                                                         | 100m (m)                 | series       | serie 12: 3de                                                                |
| André Mourlon                                                       | 100m (m)                 | kwartfinale  | serie 2: 2de in 11,3 kwartfinale 4: 4de                                      |
| André Cerbonney                                                     | 200m (m)                 | kwartfinale  | serie 8: 1ste in 22,2 kwartfinale 3: 3de                                     |
| Maurice Degrelle                                                    | 200m (m)                 | kwartfinale  | serie 2: 2de kwartfinale 4: 4de                                              |
| Jérôme Mannaert                                                     | 200m (m)                 | kwartfinale  | serie 11: 2de kwartfinale 5: 4de                                             |
| André Mourlon                                                       | 200m (m)                 | kwartfinale  | serie 1: 2de kwartfinale 2: 5de                                              |
| Georges Dupont                                                      | 400m (m)                 | kwartfinale  | serie 1: 2de kwartfinale 2: 4de                                              |
| René Féger                                                          | 400m (m)                 | 9e           | serie 12: 1ste in 51,4 kwartfinale 3: 2de halve finale 2: 5de in 49,6        |
| Joseph Jackson                                                      | 400m (m)                 | kwartfinale  | serie 15: 2de in 50,6 kwartfinale 4: 3de                                     |
| Georges Krotoff                                                     | 400m (m)                 | halve finale | serie 3: 2de in 50,5 kwartfinale 1: 2de halve finale 1: 6de                  |
| Georges Baraton                                                     | 800m (m)                 | series       | serie 4: 1ste in 2.03,4                                                      |
| René Féger                                                          | 800m (m)                 | series       | serie 5: 4de                                                                 |
| Jean Keller                                                         | 800m (m)                 | 8e           | serie 3: 1ste in 1.59,0 halve finale 1: 3de in 1.56,0 finale: 8ste in 1.57,0 |
| Séra Martin                                                         | 800m (m)                 | 6e           | serie 7: 1ste in 1.58,8 halve finale 3: 3de in 1.53,0 finale: 6de in 1.54,6  |
| Jean Keller                                                         | 1500m (m)                | 11e          | serie 5: 2de in 4.02,7 finale: 11de                                          |
| Jules Ladoumègue                                                    | 1500m (m)                | Zilver       | serie 3: 2de finale: 2de in 3.53,8                                           |
| Séra Martin                                                         | 1500m (m)                | series       | serie 1: 8ste                                                                |
| Seghir Beddari                                                      | 5000m (m)                | series       | serie 1: 9de                                                                 |
| Lucien Duquesne                                                     | 5000m (m)                | series       | serie 1: 8ste                                                                |
| Roger Pelé                                                          | 5000m (m)                | series       | serie 2: 6de                                                                 |
| Seghir Beddari                                                      | 10000m (m)               | 16e          |                                                                              |
| Henri Lauvaux                                                       | 10000m (m)               | DNF          | niet gefinisht                                                               |
| Robert Marchal                                                      | 10000m (m)               | 11e          |                                                                              |
| Robert Marchand                                                     | 110m horden (m)          | halve finale | serie 3: 2de halve finale 2: 5de                                             |
| Gabriel Sempé                                                       | 110m horden (m)          | halve finale | serie 1: 1ste in 15,0 halve finale 3: 5de                                    |
| André Adelheim                                                      | 400m horden(m)           | series       | serie 1: 4de in 59,2                                                         |
| Pierre Arnaudin                                                     | 400m horden(m)           | DNF          | serie 2: niet gefinisht                                                      |
| Édouard Max-Robert                                                  | 400m horden(m)           | series       | serie 6: 5de                                                                 |
| Roger Viel                                                          | 400m horden(m)           | halve finale | serie 3: 1ste in 56,2 halve finale 1: 4de in 57,6                            |
| Henri Dartigues                                                     | 3000m steeplechase (m)   | 5e           | serie 3: 3de finale: 5de in 9.40,0                                           |
| Lucien Duquesne                                                     | 3000m steeplechase (m)   | 6e           | serie 2: 2de in 9.58,9 finale: 6de in 9.40,5                                 |
| André Cerbonney Gilbert Auvergne André Dufau André Mourlon          | 4x100m (m)               | 4e           | serie 2: 1ste in 41,8 finale: 4de in 42,0                                    |
| Georges Krotoff Joseph Jackson Georges Dupont René Féger            | 4x400m (m)               | e            | serie 3: 2de in 3.23,0 finale: 6de in 3.19,4                                 |
| Marcel Denis                                                        | marathon (m)             | 28e          | 2:51.15                                                                      |
| Boughera El Ouafi                                                   | marathon (m)             | Goud         | 2:32.57                                                                      |
| Jean Gérault                                                        | marathon (m)             | 23e          | 2:46.08                                                                      |
| Guillaume Tell                                                      | marathon (m)             | 21e          | 2:51.18                                                                      |
| Charles Alzieu                                                      | verspringen (m)          | 27e          | kwalificatie groep 4: 8ste met 6,70m                                         |
| Jacques Flouret                                                     | verspringen (m)          | 28e          | kwalificatie groep 1: 7de met 6,64m                                          |
| André Cherrier                                                      | hoogspringen (m)         | 7e           | kwalificatie groep B: 1ste met 1,83m finale: 7de met 1,88m                   |
| Pierre Lewden                                                       | hoogspringen (m)         | 7e           | kwalificatie groep A: 1ste met 1,83m finale: 7de met 1,88m                   |
| Claude Ménard                                                       | hoogspringen (m)         | Brons        | kwalificatie groep C: 1ste met 1,83m finale: 3de met 1,91m                   |
| Pierre Ramadier                                                     | polsstokhoogspringen (m) | DNF          | kwalificatie groep B: geen geldige poging                                    |
| Robert Vintousky                                                    | polsstokhoogspringen (m) | DNF          | kwalificatie groep B: geen geldige poging                                    |
| Édouard Duhour                                                      | kogelstoten (m)          | 11e          | kwalificatie groep B: 6de met 13,72m                                         |
| Raoul Paoli                                                         | kogelstoten (m)          | 18e          | kwalificatie groep A: 7de met 12,68m                                         |
| Jules Noël                                                          | discuswerpen (m)         | 22e          | kwalificatie groep D: 7de met 40,23m                                         |
| Raoul Paoli                                                         | discuswerpen (m)         | 29e          | kwalificatie groep C: 8ste met 36,82m                                        |
| Emmanuel Degland                                                    | speerwerpen (m)          | 24e          | kwalificatie groep D: 7de met 52,82m                                         |
|                                                                     |                          |              |                                                                              |
| Georgette Gagneux                                                   | 100m (v)                 | halve finale | serie 5: 1ste in 13,0 halve finale 1: 3de                                    |
| Yolande Plancke                                                     | 100m (v)                 | series       | serie 4: 3de                                                                 |
| Marguerite Radideau                                                 | 100m (v)                 | series       | serie 9: 2de halve finale 3: 6de                                             |
| Lucienne Velu                                                       | 100m (v)                 | series       | serie 6: 4de in 13,5                                                         |
| Sébastienne Guyot                                                   | 800m (v)                 | series       | serie 2: 7de                                                                 |
| Marcelle Neveu                                                      | 800m (v)                 | series       | serie 3: 6de                                                                 |
| Georgette Gagneux Yolande Plancke Marguerite Radideau Lucienne Velu | 4x100m (v)               | 4e           | serie 1: 3de in 51,0 finale: 4de in 49,6                                     |
| Hélène Bons                                                         | hoogspringen (v)         | 11e          | kwalificatie groep B: 1ste met 1,40m finale: 11de met 1,45m                  |
| Évelyne Cloupet                                                     | hoogspringen (v)         | 14e          | kwalificatie groep B: 1ste met 1,40m finale: 14de met 1,40m                  |
| Lucienne Laudré                                                     | hoogspringen (v)         | 12e          | kwalificatie groep A: 1ste met 1,40m finale: 12de met 1,45m                  |
| Lucienne Velu                                                       | discuswerpen (v)         | 10e          | kwalificatie groep A: 6de met 31,29m                                         |

### Boksen
| Olympiër          | Discipline  | Resultaat | Prestatie |
| ----------------- | ----------- | --------- | --- |
| Armand Apell      | -50,8kg (m) | Zilver    | 1ste ronde: vrij 2de ronde: W van CAN Martin: punten kwartfinale: W van GBR Taylor: punten halve finale: W van RSA Lebanon: punten finale: V aan HUN Kocsis: punten             |
| Armand Apell      | -53,5kg (m) | 9e        | 1ste ronde: vrij 2de ronde: V aan GBR Garland: punten |
| Georges Boireau   | -57,2kg (m) | 5e        | 1ste ronde: W van SWE Gustafsson: punten 2de ronde: W van DEN Madsen: punten kwartfinale: V aan ARG Peralta: punten                                                             |
| Georges Carcagne  | -61,2kg (m) | 5e        | 1ste ronde: W van LTU Markevičius: punten 2de ronde: V aan CHI Diaz: punten |
| Robert Galataud   | -66,7kg (m) | 4e        | 1ste ronde: vrij 2de ronde: W van TCH Nekolny: punten kwartfinale: W van FIN Hellström: punten halve finale: V aan NZL Morgan: punten bronzen finale: V van CAN Smillie: punten |
| Michel Langlet    | -72,6kg (m) | 9e        | 1ste ronde: vrij 2de ronde: V aan ARG Curi: punten |
| Robert Foquet     | -79,4kg (m) | 9e        | 1ste ronde: V aan LTU Vinca: punten |
| Georges Gardebois | +79,4kg (m) | 5e        | 1ste ronde: vrij kwartfinale: V aan DEN Michaelsen: punten |

### Gewichtheffen
| Olympiër          | Discipline  | Resultaat | Prestatie                                                                               |
| ----------------- | ----------- | --------- | --------------------------------------------------------------------------------------- |
| Henri Baudrand    | -60kg (m)   | 7e        | drukken: 9de met 77,5kg trekken: 6de met 80kg stoten: 5de met 107,5kg totaal: 265kg     |
| Henri Rivière     | -60kg (m)   | 10e       | drukken: 17de met 70kg trekken: 3de met 85kg stoten: 5de met 107,5kg totaal: 260kg      |
| Fernand Arnout    | -67,5kg (m) | Brons     | drukken: 5de met 85kg trekken: 2de met 97,5kg stoten: 3de met 120kg totaal: 302,5kg     |
| Jules Meese       | -67,5kg (m) | 6e        | drukken: 1ste met 90kg trekken: 7de met 87,5kg stoten: 7de met 115kg totaal: 292,5kg    |
| Fernand Arnout    | -67,5kg (m) | Brons     | drukken: 5de met 85kg trekken: 2de met 97,5kg stoten: 3de met 120kg totaal: 302,5kg     |
| Jules Meese       | -67,5kg (m) | 6e        | drukken: 1ste met 90kg trekken: 7de met 87,5kg stoten: 7de met 115kg totaal: 292,5kg    |
| Roger François    | -75kg (m)   | Goud      | drukken: 2de met 102,5kg trekken: 1ste met 102,5kg stoten: 2de met 130kg totaal: 335kg  |
| Gaston le Pût     | -75kg (m)   | 5e        | drukken: 4de met 92,5kg trekken: 5de met 95kg stoten: 4de met 125kg totaal: 312,5kg     |
| Louis Hostin      | -82,5kg (m) | Zilver    | drukken: 1ste met 100kg trekken: 2de met 110kg stoten: 1ste met 142,5kg totaal: 352,5kg |
| Pierre Vibert     | -82,5kg (m) | 7e        | drukken: 5de met 95kg trekken: 6de met 95kg stoten: 10de met 125kg totaal: 315kg        |
| Marcel Dumoulin   | +82,5kg (m) | 10e       | drukken: 14de met 92,5kg trekken: 7de met 100kg stoten: 7de met 135kg totaal: 327,5kg   |
| Claudius Dutriève | +82,5kg (m) | 9e        | drukken: 10de met 97,5kg trekken: 7de met 100kg stoten: 9de met 132,5kg totaal: 330kg   |

### Hockey
| Olympiër | Discipline | Resultaat | Prestatie                                                                |
| --- | ---------- | --------- | ------------------------------------------------------------------------ |
| Gaston Arlin Guy Chevalier Pierre de Lévaque Félix Grimonprez Marcel Lachmann Maurice Lanet Michel Petitdidier | mannen     | 5e        | groep B: 3de V van Nederland: 0-5 W van Spanje: 2-1 V van Duitsland: 0-2 |

| Groep B |           |             |             |             |             |            |            |            |        |
| #       | Land      | Wedstrijden | Wedstrijden | Wedstrijden | Wedstrijden | Doelpunten | Doelpunten | Doelpunten | Punten |
| #       | Land      | G           | W           | G           | V           | V          | T          | Saldo      | Punten |
| 1       | Nederland | 3           | 2           | 1           | 0           | 8          | 2          | +6         | 5      |
| 2       | Duitsland | 3           | 2           | 0           | 1           | 8          | 3          | +5         | 4      |
| 3       | Frankrijk | 3           | 1           | 0           | 2           | 2          | 8          | -6         | 2      |
| 4       | Spanje    | 3           | 1           | 1           | 2           | 3          | 8          | -5         | 1      |

| Ronde      | Datum     | Plaats    | Land | Score     | Land |
| ---------- | --------- | --------- | ---- | --------- | ---- |
| Groepsfase |           |           |      |           |      |
| 17 mei     | Amsterdam | Nederland | 5-0  | Frankrijk |      |
| 19 mei     | Amsterdam | Frankrijk | 2-1  | Spanje    |      |
| 23 mei     | Amsterdam | Duitsland | 2-0  | Frankrijk |      |

### Moderne vijfkamp
| Olympiër                 | Discipline | Resultaat | Prestatie  |
| ------------------------ | ---------- | --------- | ---------- |
| Pierre Coche             | mannen     | 29e       | 119 punten |
| André Crémon             | mannen     | 33e       | 141 punten |
| Charles-Jean LeVavasseur | mannen     | 28e       | 113 punten |

### Paardensport
| Olympiër                                                               | Discipline  | Resultaat | Prestatie      |
| Dressuur                                                               | Dressuur    | Dressuur  | Dressuur       |
| ---------------------------------------------------------------------- | ----------- | --------- | -------------- |
| Pierre Danloux                                                         | individueel | 23e       | 187,10 punten  |
| Charles Marion                                                         | individueel | Zilver    | 231,00 punten  |
| Robert Wallon                                                          | individueel | 7e        | 224,08 punten  |
| Pierre Danloux Charles Marion Robert Wallon                            | team        | 4e        | 642,18 punten  |
| Eventing                                                               |             |           |                |
| François Denis de Rivoyre                                              | individueel | 18e       | 1831,32 punten |
| E. M. Longin Spindler                                                  | individueel | DNF       | niet gefinisht |
| Henri Pernot du Breuil                                                 | individueel | 28e       | 1511,70 punten |
| François Denis de Rivoyre E. M. Longin Spindler Henri Pernot du Breuil | team        | 9e        | 3343,02 punten |
| Springconcours                                                         |             |           |                |
| Pierre Bertran de Balanda                                              | individueel | Zilver    | 0 strafpunten  |
| Pierre Clavé                                                           | individueel | 26e       | 8 strafpunten  |
| Jacques Couderc de Fonlongue                                           | individueel | 17e       | 4 strafpunten  |
| Pierre Bertran de Balanda Pierre Clavé Jacques Couderc de Fonlongue    | team        | 5e        | 12 strafpunten |

### Roeien
| Olympiër | Discipline      | Resultaat | Prestatie |
| --- | --------------- | --------- | --- |
| Vincent Saurin | skiff (m)       | 5e        | serie 4: 1ste in 8.09,2 2de ronde: 1ste in 8.38,2 kwartfinale: 2de in 8.11,8                                                       |
| Paul Robineau Maurice Caplain | dubbel-twee (m) | 7e        | serie 5: 1ste in 8.03,6 2de ronde: 2de in 7.01,4 herkansingen: 2de in 7.30,8                                                       |
| André Pactat Robert Guelpa | twee-zonder (m) | 8e        | serie 1: 2de in 8.31,0 herkansingen: 2de in 9.01,8                                                                                 |
| Armand Marcelle Édouard Marcelle Henri Préaux | twee-met (m)    | Zilver    | serie 1: 2de in 8.41,4 herkansingen: 1ste in 8.37,2 2de ronde: 1ste in 7.53,4 halve finale 1: 1ste in 7.48,2 finale: 2de in 7.48,4 |
| Henri Bonzano Albert Bonzano Émile Lecuirot Louis Devillié                                                                                          | vier-zonder (m) | 6e        | serie 3: 2de in 7.58,2 herkansingen: 1ste in 7.52,0 2de ronde: niet gestart                                                        |
| Jean Ruffier des Aimés Henri Gatineau L. le Cornu Georges Piot Antoine Decours                                                                      | vier-met (m)    | 8e        | serie 1: 2de in 7.42,0 herkansingen: 1ste in 7.48,8 2de ronde: 2de in 7.50,8                                                       |
| Joseph Vuillard Marius Berthet Louis Jeandet Édouard Jeandet Charles Massonnat François Thonin Joseph Berthet Marius Gervasoni Alphonse Margailland | acht (m)        | 11e       | serie 3: 2de in 6.44,8 herkansingen: 2de in 6.50,8                                                                                 |

### Schermen
| Olympiër                                                                                    | Discipline      | Resultaat | Prestatie |
| ------------------------------------------------------------------------------------------- | --------------- | --------- | --- |
| Georges Buchard                                                                             | degen (m)       | Zilver    | 1ste ronde groep F: 1ste met 7 overwinningen kwartfinale groep B: 3de met 6 overwinningen halve finale B: 1ste met 6 overwinningen finale: 2de met 7 overwinningen   |
| Lucien Gaudin                                                                               | degen (m)       | Goud      | 1ste ronde groep E: 1ste met 9 overwinningen kwartfinale groep A: 1ste met 9 overwinningen halve finale A: 1ste met 6 overwinningen finale: 1ste met 8 overwinningen |
| Armand Massard                                                                              | degen (m)       | 11e       | 1ste ronde groep D: 2de met 6 overwinningen kwartfinale groep C: 4de met 7 overwinningen halve finale B: 6de met 4 overwinningen                                     |
| Gaston Amson René Barbier Georges Buchard Émile Cornic Bernard Schmetz                      | degen team (m)  | Zilver    | 1ste ronde groep A: 1ste met 2 overwinningen kwartfinale groep C: 1ste met 2 overwinningen halve finale A: 1ste met 3 overwinningen finale: 2de met 2 overwinningen  |
| Philippe Cattiau                                                                            | floret (m)      | 5e        | 1ste ronde groep G: 1ste met 6 overwinningen halve finale A: 3de met 4 overwinningen finale: 5de met 7 overwinningen                                                 |
| Roger Ducret                                                                                | floret (m)      | 9e        | 1ste ronde groep H: 1ste met 7 overwinningen halve finale B: 2de met 5 overwinningen finale: 9de met 3 overwinningen                                                 |
| Lucien Gaudin                                                                               | floret (m)      | Goud      | 1ste ronde groep C: 1ste met 5 overwinningen halve finale C: 1ste met 7 overwinningen finale: 1ste met 9 overwinningen                                               |
| Philippe Cattiau Roger Ducret André Gaboriaud Lucien Gaudin Raymond Flacher André Labatut   | floret team (m) | Zilver    | 1ste ronde groep A: 1ste met 3 overwinningen kwartfinale groep A: 1ste met 3 overwinningen halve finale A: 1ste met 1 overwinning finale: 2de met 1,5 overwinningen  |
| Roger Ducret                                                                                | sabel (m)       | 8e        | 1ste ronde groep C: 2de met 3 overwinningen halve finale A: 4de met 5 overwinningen finale: 8ste met 5 overwinningen                                                 |
| Raoul Fristeau                                                                              | sabel (m)       | 13e       | 1ste ronde groep B: 3de met 3 overwinningen halve finale C: 6de met 3 overwinningen                                                                                  |
| Jean Lacroix                                                                                | sabel (m)       | 10e       | 1ste ronde groep D: 3de met 2 overwinningen halve finale B: 4de met 3 overwinningen finale: 10de met 2 overwinningen                                                 |
| Raoul Fristeau Roger Ducret Jean Lacroix Maurice Taillandier Jean Piot Paul Oziol de Pignol | sabel team (m)  | 5e        | 1ste ronde groep A: 1ste met 1 overwinning halve finale B: 3de met 1 overwinning                                                                                     |
|                                                                                             |                 |           | |
| Olive Mahaut                                                                                | floret (v)      | 22e       | 1ste ronde groep B: 7de met 1 overwinning |
| Lucienne Prost                                                                              | floret (v)      | 13e       | 1ste ronde groep D: 2de met 4 overwinningen halve finale A: 7de met 2 overwinningen                                                                                  |
| Marguerite Reuche                                                                           | floret (v)      | 22e       | 1ste ronde groep A: 6de met 1 overwinning |

### Schoonspringen
| Olympiër             | Discipline    | Resultaat | Prestatie                               |
| -------------------- | ------------- | --------- | --------------------------------------- |
| Armand Billard       | 3m plank (m)  | 21e       | 1ste ronde groep 1: 7de met 37 punten   |
| Maurice Lepage       | 3m plank (m)  | 12e       | 1ste ronde groep 3: 4de met 21 punten   |
| Armand Billard       | 10m toren (m) | 13e       | 1ste ronde groep 1: 5de met 25 punten   |
| Eugène Lenormand     | 10m toren (m) | 12e       | 1ste ronde groep 2: 4de met 24 punten   |
|                      |               |           |                                         |
| Renée Cretet-Flavier | 10m toren (v) | 7e        | 1ste ronde groep 2: 4de met 17,5 punten |

### Turnen
| Olympiër | Discipline               | Resultaat | Prestatie       |
| --- | ------------------------ | --------- | --------------- |
| Antoine Chatelaine | rekstok (m)              | 41e       | 49,25 punten    |
| Jean Gounot | rekstok (m)              | 14e       | 54,25 punten    |
| Alfred Krauss | rekstok (m)              | DNF       | niet gefinisht  |
| Jean Larrouy | rekstok (m)              | 37e       | 50,75 punten    |
| André Lemoine | rekstok (m)              | 16e       | 54,00 punten    |
| Georges Leroux | rekstok (m)              | 25e       | 53,25 punten    |
| Étienne Schmitt | rekstok (m)              | 45e       | 47,50 punten    |
| Armand Solbach | rekstok (m)              | 9e        | 55,50 punten    |
| Antoine Chatelaine | brug (m)                 | 55e       | 42,00 punten    |
| Jean Gounot | brug (m)                 | 51e       | 42,75 punten    |
| Jean Larrouy | brug (m)                 | 36e       | 48,25 punten    |
| André Lemoine | brug (m)                 | 4e        | 53,75 punten    |
| Georges Leroux | brug (m)                 | 15e       | 52,25 punten    |
| Étienne Schmitt | brug (m)                 | 41e       | 46,50 punten    |
| Armand Solbach | brug (m)                 | 12e       | 53,00 punten    |
| Antoine Chatelaine | paard met bogen (m)      | 68e       | 38,00 punten    |
| Jean Gounot | paard met bogen (m)      | 24e       | 50,75 punten    |
| Alfred Krauss | paard met bogen (m)      | 33e       | 49,00 punten    |
| Jean Larrouy | paard met bogen (m)      | 15e       | 52,50 punten    |
| André Lemoine | paard met bogen (m)      | 41e       | 47,75 punten    |
| Georges Leroux | paard met bogen (m)      | 6e        | 54,75 punten    |
| Étienne Schmitt | paard met bogen (m)      | 34e       | 48,75 punten    |
| Armand Solbach | paard met bogen (m)      | 14e       | 53,00 punten    |
| Antoine Chatelaine | ringen (m)               | 33e       | 49,75 punten    |
| Jean Gounot | ringen (m)               | 47e       | 47,75 punten    |
| Alfred Krauss | ringen (m)               | 25e       | 51,25 punten    |
| Jean Larrouy | ringen (m)               | 46e       | 48,00 punten    |
| André Lemoine | ringen (m)               | 26e       | 50,75 punten    |
| Georges Leroux | ringen (m)               | 49e       | 47,50 punten    |
| Étienne Schmitt | ringen (m)               | 41e       | 48,75 punten    |
| Armand Solbach | ringen (m)               | 8e        | 54,25 punten    |
| Antoine Chatelaine | sprong (m)               | 63e       | 23,375 punten   |
| Jean Gounot | sprong (m)               | 75e       | 21,25 punten    |
| Alfred Krauss | sprong (m)               | DNF       | niet gefinisht  |
| Jean Larrouy | sprong (m)               | 21e       | 27,00 punten    |
| André Lemoine | sprong (m)               | 37e       | 25,75 punten    |
| Georges Leroux | sprong (m)               | 6e        | 28,00 punten    |
| Étienne Schmitt | sprong (m)               | 10e       | 27,625 punten   |
| Armand Solbach | sprong (m)               | 36e       | 25,875 punten   |
| Antoine Chatelaine | individuele meerkamp (m) | 54e       | 202,375 punten  |
| Jean Gounot | individuele meerkamp (m) | 39e       | 216,750 punten  |
| Alfred Krauss | individuele meerkamp (m) | DNF       | niet gefinisht  |
| Jean Larrouy | individuele meerkamp (m) | 29e       | 226,500 punten  |
| André Lemoine | individuele meerkamp (m) | 22e       | 232,000 punten  |
| Georges Leroux | individuele meerkamp (m) | 17e       | 235,750 punten  |
| Étienne Schmitt | individuele meerkamp (m) | 35e       | 219,125 punten  |
| Armand Solbach | individuele meerkamp (m) | 11e       | 241,625 punten  |
| Armand Solbach Georges Leroux André Lemoine Jean Larrouy Étienne Schmitt Jean Gounot Antoine Chatelaine Alfred Krauss | meerkamp team (m)        | 4e        | 1620,750 punten |
| |                          |           |                 |
| Mathilde Bataille Honorine Delescluse Louise Delescluse Galuëlle Dhont Valentine Héméryck Paulette Houtéer Georgette Meulebroeck Renée Oger Antonie Straeteman Jeanne Vanoverloop Berthe Verstraete Geneviève Vankiersbilck | meerkamp team (v)        | 5e        | 247,50 punten   |

### Voetbal
| Olympiër | Discipline | Resultaat | Prestatie                                     |
| --- | ---------- | --------- | --------------------------------------------- |
| Maurice Banide Charles Bardot Marcel Bertrand Juste Brouzes Jacques Canthelou Augustin Chantrel Robert Dauphin Jules Dewaquez Marcel Domergue Maurice Gourdon Laurent Henric Marcel Langiller Lucien Laurent Jacques Mairesse Hervé Marc Jules Monsallier Paul Nicolas Henri Pavillard Alex Thépot Alexandre Villaplane Jacques Wild Urbain Wallet | mannen     | 9e        | voorronde: vrij 1ste ronde: V van Italië: 3-4 |

### Waterpolo
| Olympiër | Discipline | Resultaat | Prestatie |
| --- | ---------- | --------- | --- |
| Émile Bulteel Henri Cuvelier Paul Dujardin Jules Keignaert Henri Padou Ernest Rogez Albert Thévenon Achille Tribouillet Albert Vandeplancke | mannen     | Brons     | 1ste ronde: W van Spanje: 4-0 kwartfinale: W van Malta: 16-0 halve finale: V van Hongarije: 3-5 bronzen finale: W van Groot-Brittannië: 8-1 |

### Wielersport
| Olympiër                                              | Discipline               | Resultaat | Prestatie |
| Baan                                                  | Baan                     | Baan      | Baan |
| ----------------------------------------------------- | ------------------------ | --------- | --- |
| Roger Beaufrand                                       | sprint (m)               | Goud      | serie 2: 1ste kwartfinale 3: W van ARG Malvassi: 13,4 halve finale 2: W van GER Bernhardt: 13,2 finale: W van NED Mazairac: 13,2 |
| Octave Dayen                                          | tijdrit (m)              | 4e        | 1.16,0 |
| Henri Lemoine Hubert Guyard                           | tandem (m)               | 5e        | 1ste ronde: V van GBR Chambers/Sibbit                                                                                            |
| André Aumerle Octave Dayen René Brossy André Trantoul | ploegenachtervolging (m) | 4e        | 1ste ronde: W van Chili kwartfinale 3: W van Canada halve finale: V van Nederland bronzen finale: V van Groot-Brittannië         |
| Weg                                                   |                          |           | |
| André Aumerle                                         | wegwedstrijd (m)         | 8e        | 5:07.12 |
| Louis Bessière                                        | wegwedstrijd (m)         | 22e       | 5:15.14 |
| René Brossy                                           | wegwedstrijd (m)         | 52e       | 5:46.06 |
| Octave Dayen                                          | wegwedstrijd (m)         | 23e       | 5:15.54 |
| André Aumerle Louis Bessière Octave Dayen             | wegwedstrijd team (m)    | 7e        | 15:38.20 |

### Worstelen
| Olympiër         | Discipline  | Resultaat   | Prestatie |
| Vrije stijl      | Vrije stijl | Vrije stijl | Vrije stijl |
| ---------------- | ----------- | ----------- | --- |
| Michel Rozan     | -56kg (m)   | 7e          | 1ste ronde: V van USA Hewitt |
| René Rottenfluc  | -61kg (m)   | 4e          | 1ste ronde: vrij kwartfinale: V van FIN Pihlajamäki bronzen finale: V van SUI Minder |
| Charles Pacôme   | -65kg (m)   | Zilver      | 1ste ronde: vrij kwartfinale: W van FIN Leino halve finale: V van EST Käpp zilveren halve finale: W van NOR Nilsen zilveren finale: W van DEN Jorgensen                                                 |
| Jean Jourlin     | -72kg (m)   | 4e          | 1ste ronde: vrij kwartfinale: W van SUI Käsermann halve finale: V van FIN Haavisto zilveren halve finale: V van USA Appleton bronzen halve finale: W van AUS Morris bronzen finale: V van CAN Letchford |
| Henri Deniel     | -79kg (m)   | 8e          | 1ste ronde: vrij kwartfinale: V van FIN Pekkala |
| Henri Lefèbre    | -87kg (m)   | Brons       | 1ste ronde: V van SUI Bögli bronzen finale: W van USA Edwards |
| Edmond Dame      | +87kg (m)   | Brons       | 1ste ronde: vrij halve finale: V van SWE Richthoff zilveren finale: V van FIN Sihvola bronzen finale: W van USA George                                                                                  |
| Grieks-Romeins   |             |             | |
| Alphonse Aria    | -58kg (m)   | 9e          | 1ste ronde: W van EGY Kamel 2de ronde:' V van ITA Gozzi 3de ronde: V van FIN Ahlfors |
| Roger Mollet     | -62kg (m)   | 14e         | 1ste ronde: V van SWE Malmberg 2de ronde:' V van FIN Toivola |
| Paul Parisel     | -67,5kg (m) | 18e         | 1ste ronde: V van BEL Janssens |
| Émile Poilvé     | -75kg (m)   | 13e         | 1ste ronde: V van BEL Saenen 2de ronde:' V van HUN Papp |
| Émile Clody      | -82,5kg (m) | 8e          | 1ste ronde: W van TUR Sefik 2de ronde:' V van BEL Appels 3de ronde: W van HUN Szalay |
| S. de Lanfranchi | +82,5kg (m) | 11e         | 1ste ronde: V van ITA Donati 2de ronde:' V van GER Gehring |

### Zeilen
| Olympiër                                                                                       | Discipline   | Resultaat | Prestatie              |
| ---------------------------------------------------------------------------------------------- | ------------ | --------- | ---------------------- |
| Charles Laverne Louis Pauly                                                                    | 12 voets jol | 16e       | 30 punten: (DNF-7-DNF) |
| Philippe de Rothschil Henry Allard Robert Gufflet Pierre Moussié Jean Pierre Rouanet           | 6m klasse    | 8e        |                        |
| Donatien Bouché Carl de la Sablière André Derrien Virginie Hériot André Lesauvage Jean Lesieur | 8m klasse    | Goud      |                        |

### Zwemmen
| Olympiër                                                      | Discipline            | Resultaat    | Prestatie                                    |
| ------------------------------------------------------------- | --------------------- | ------------ | -------------------------------------------- |
| Gustave Klein                                                 | 100m vrije slag (m)   | series       | serie 2: 3de in 1.05,8                       |
| Albert Vandeplancke                                           | 400m vrije slag (m)   | halve finale | serie 2: 3de in 5.20,0 halve finale 2: 6de   |
| Jean Taris                                                    | 1500m vrije slag (m)  | series       | serie 1: 5de                                 |
| Émile Zeibig                                                  | 100m rugslag (m)      | series       | serie 4: 3de in 1.20,0                       |
| William Rozier                                                | 200m schoolslag (m)   | series       | serie 1: 4de                                 |
| Léon Tallon                                                   | 200m schoolslag (m)   | series       | serie 3: 3de in 3.05,0                       |
| Philippe Tisson Gustave Klein Jean Taris Albert Vandeplancke  | 4x200m vrije slag (m) | series       | serie 2: 3de in 10.31,4                      |
|                                                               |                       |              |                                              |
| Anne Dupire                                                   | 100m vrije slag (v)   | series       | serie 6: 5de                                 |
| Claire Horrent                                                | 100m vrije slag (v)   | series       | serie 1: 6de                                 |
| Marguerite Ledoux                                             | 100m vrije slag (v)   | series       | serie 2: 5de                                 |
| Marguerite Ledoux                                             | 400m vrije slag (v)   | series       | serie 1: 4de                                 |
| Georgina Roty                                                 | 400m vrije slag (v)   | series       | serie 2: 6de                                 |
| Alice Stoffel                                                 | 200m schoolslag (v)   | series       | serie 4: 4de                                 |
| Bienna Pélégry Georgina Roty Marguerite Ledoux Claire Horrent | 4x100m vrije slag (v) | 5e           | serie 2: 3de in 5.42,4 finale: 5de in 5.32,0 |

Argentinië · Australië · België · Brits-Indië · Bulgarije · Canada · Chili · Cuba · Denemarken · Duitsland · Egypte · Estland · Filipijnen · Finland · Frankrijk · Griekenland · Groot-Brittannië · Haïti · Hongarije · Ierland · Italië · Japan · Joegoslavië · Letland · Litouwen · Luxemburg · Malta · Mexico · Monaco · Nederland · Nieuw-Zeeland · Noorwegen · Oostenrijk · Panama · Polen · Portugal · Roemenië · Spanje · Tsjecho-Slowakije · Turkije · Uruguay · Verenigde Staten · Zuid-Afrika · Zuid-Rhodesië · Zweden · Zwitserland